# The Ten
The Ten (Los diez locos mandamientos en español) es una película de comedia de 2007 dirigida por David Wain y coescrita por Ken Marino en ThinkFilm. La película fue lanzada el 3 de agosto de 2007. El DVD fue lanzado el 15 de enero de 2008.

## Trama
Diez historias, cada una inspirada en los Diez Mandamientos:
1: "Thou Shalt Worship No God Before Me"
Un hombre (Adam Brody) se convierte en una celebridad después de caer de un avión y estar de forma duradera incrustada en el suelo. Después de un rápido ascenso al estrellato, se vuelve orgulloso y arrogante, refiriéndose a sí mismo como un Dios. Su carrera se desmorona y pierde todo. Su prometida (Winona Ryder) lo deja.
2: "Thou Shalt Not Take the Lord's Name in Vain"
Una bibliotecaria (Gretchen Mol) tiene un despertar sexual en México con un moreno local (Justin Theroux) que resulta ser Jesucristo. Eventualmente se establece y se casa con su compañero de trabajo (A. D. Miles), pero se acuerda de su aventura con Jesús cuando su familia reza antes de una comida.
3 "Thou Shalt Not Murder"
Un doctor (Ken Marino) mata a su paciente al dejarle un par de tijeras dentro de su abdomen durante una cirugía. A pesar de esperar que retirasen los cargos debido a que dejó las tijeras "como un bobo", el juez y el jurado lo condenan a una vida en prisión.
4 "Honor Thy Mother and Thy Father"
Una madre blanca (Kerri Kenney-Silver) recluta a un imitador de Arnold Schwarzenegger (Oliver Platt) para ser la figura paterna de su hijo negro después que enterarse de que él es su padre biológico. Se revela que su padre es en realidad Arsenio Hall, pero deciden mantener al imitador de Arnold como parte de la familia; a pesar de no ser capaz de imitar a Arsenio, él puede hacer una muy buena impresión de Eddie Murphy.
5 "Thou Shalt Not Covet Thy Neighbor's Goods"
Un detective de policía (Liev Schreiber) codicia de su vecino (Joe Lo Truglio) una máquina de escaneo.
6 "Thou Shalt Not Covet Thy Neighbor's Wife"
Un prisionero (Rod Corddry) desea un recluso como "perra" (el doctor de la tercera historia) por su cuenta.
7 "Thou Shalt Not Steal"
La mujer (Winona Ryder) de la primera historia, al haberse casado recientemente con un presentador de televisión, se enamora de un ventrílocuo de marionetas, los roba y huye para tener una relación romántica con él.
8 "Thou Shalt Not Bear False Witness"
El ventrílocuo, al haber perdido su muñeco y convertirse en un adicto a la heroína y no tener hogar, le cuenta a otro hombre sin hogar una historia sobre un rinoceronte de animación (voz de H. Jon Benjamin) que se gana reputación de mentiroso. 
9 "Thou Shalt Not Commit Adultery"
Jeff Reigert (Paul Rudd) presenta todas estas historias en una audiencia, mientras lucha con su propio dilema: tener que elegir entre su hermosa esposa (Famke Janssen) y su amante un poco más joven (Jessica Alba).
10 "Remember the Sabbath and Keep It Holy"
El esposo de la segunda historia (A.D. Miles) se salta la iglesia con su familia para desnudarse con sus amigos y escuchar a Roberta Flack.

## Elenco
- Paul Rudd como Jeff Reigert.
- Winona Ryder como Kelly LaFonda.
- Jessica Alba como Liz Anne Blazer.
- Adam Brody como Stephen Montgomery.
- Famke Janssen como Gretchen Reigert.
- Justin Theroux como Jesús.
- Oliver Platt como Marc Jacobson.
- Liev Schreiber como Ray Johnson.
- Gretchen Mol como Gloria Jennings.
- Rob Corddry como Duane Rosenblum.
- Michael Ziegfeld como Harlan Swallow / Gary.
- Ken Marino como Dr. Glenn Richie.
- Janeane Garofalo como Beth.
- Mather Zickel como Louis La Fonda.
- Kerri Kenney-Silver como Bernice Jaffe.
- A.D. Miles como Oliver Jennings.
- Michael Showalter como Policía Lt. Flarn Bairn
- David Wain como Abe Grossman.
- Thomas Lennon como Scotty Pale.
- Bobby Cannavale como Marty.
- Ron Silver como Fielding Barnes.
- Joe Lo Truglio como Paul.
- Robert Ben Garant como Bob.
- Jason Sudeikis como Tony Contiella.
- Kevin Allison como Stanley.
- Rashida Jones como Rebecca.
- Jon Hamm como Charles.

## Recepción
La película recibió críticas mixtas pero generalmente fueron negativas, con un 39% en Rotten Tomatoes y un 50 de 100 en Metacritic.